# Soeters Van Eldonk architecten
Soeters Van Eldonk architecten is een voormalig Nederlands architectenbureau.
Het bureau ontstond toen Jos van Eldonk in 1997 toetrad tot het architectenbureau dat werd gerund door Sjoerd Soeters en zijn vrouw. Met zijn toetreding veranderde de naam van dit bureau in Soeters Van Eldonk architecten, die het tot 1 september 2016 droeg. Het bureau splitste zich per die datum in PPHP en Common Affairs. PPHP dat voor "Pleasant Places, Happy People" staat, staat onder leiding van voorzitter Walther Kloet en zet de activiteiten van Sjoerd Soeters voort. Common Affairs is het bureau dat Jos van Eldonk samen met Mariëtte Broesterhuizen, Mirko Post en Berend Hoffmann (Het Keizerrijk architecten) startte als partners van het bureau.

## Fotogalerij van werken

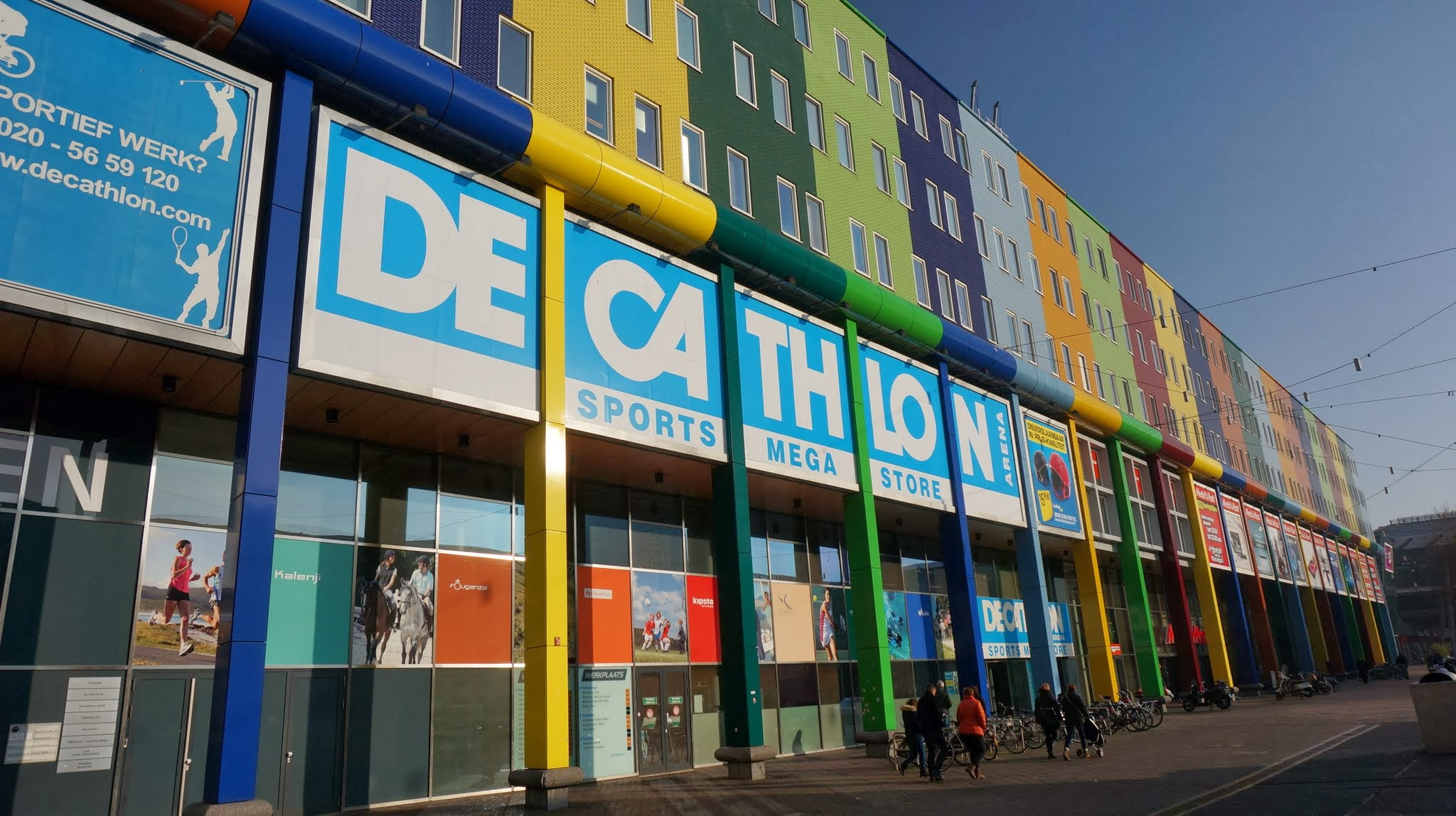
2000 - Winkels en kantoren Arena Boulevard, Amsterdam
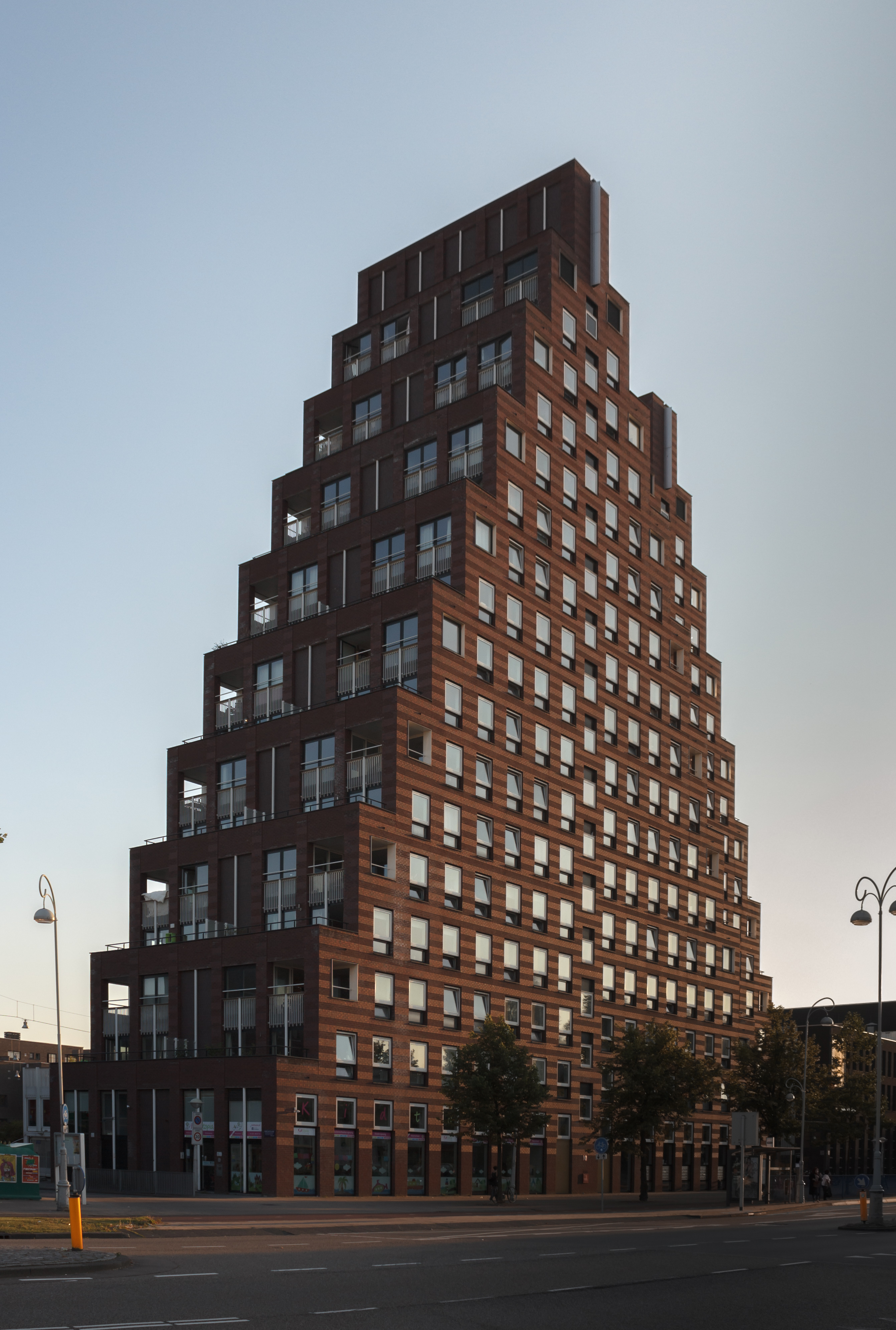
2006 - De Piramides, Amsterdam
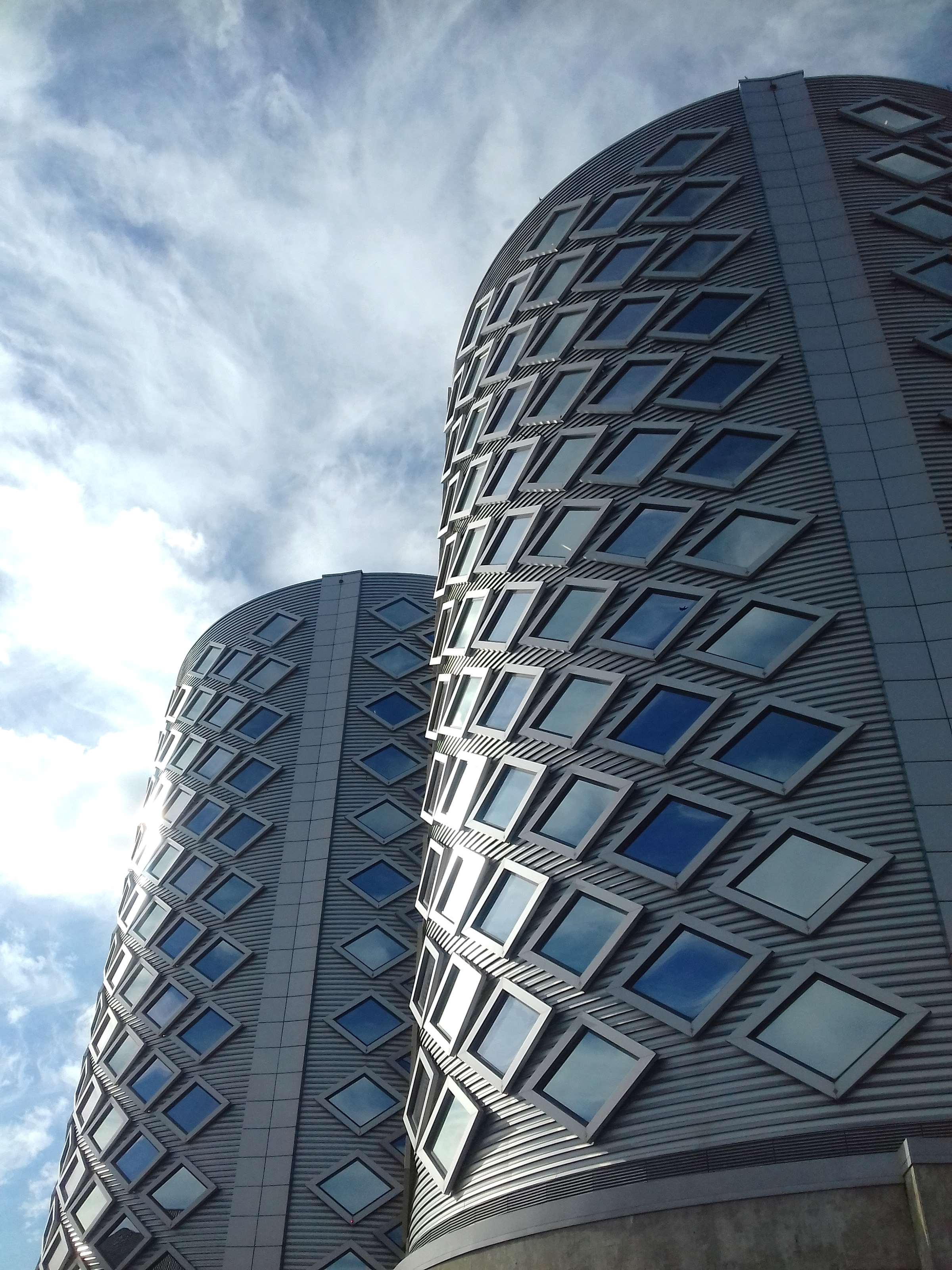
2008 - Sugar City, Halfweg
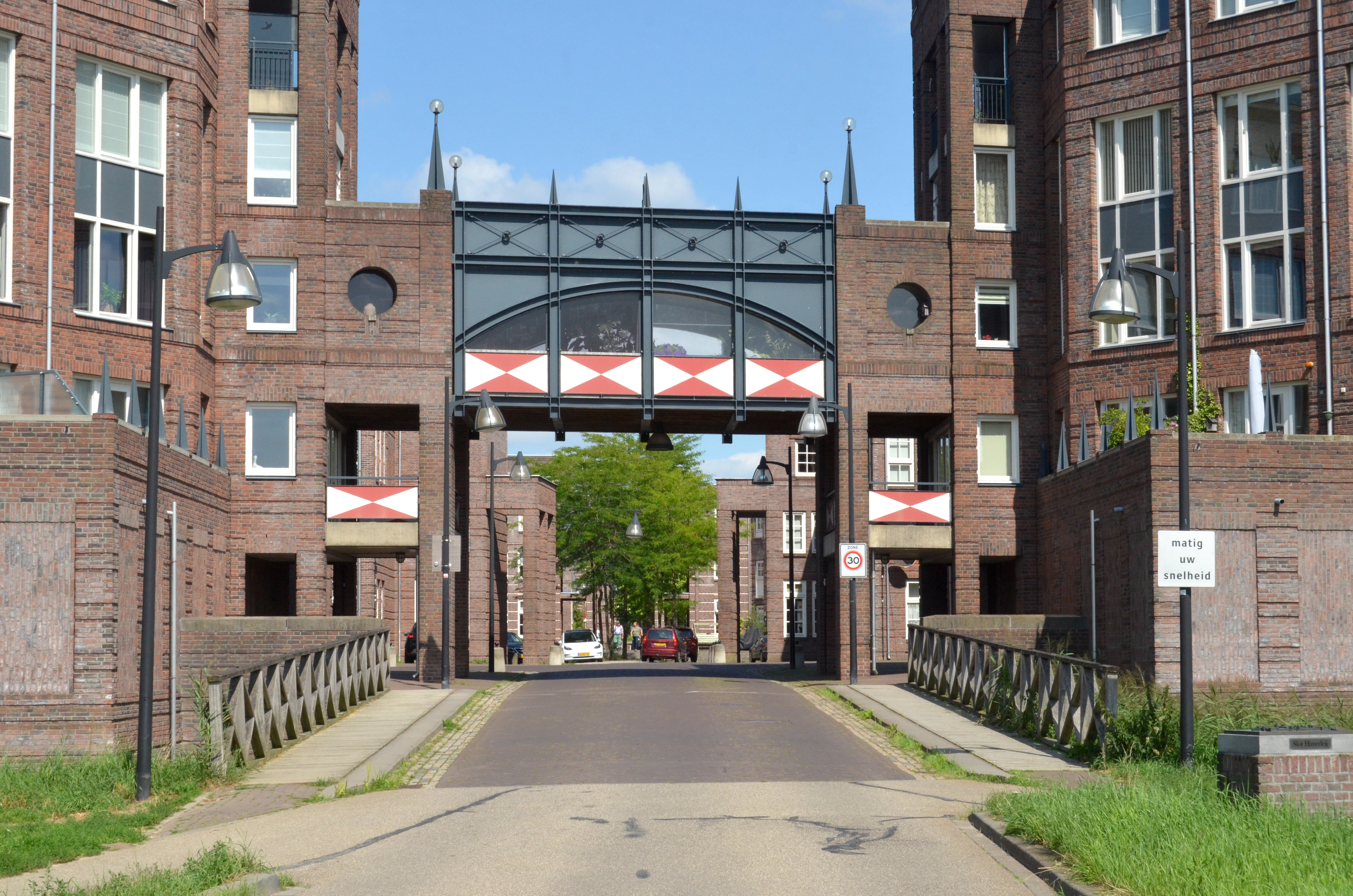
Stedenbouwkundig plan Haverleij, 's-Hertogenbosch
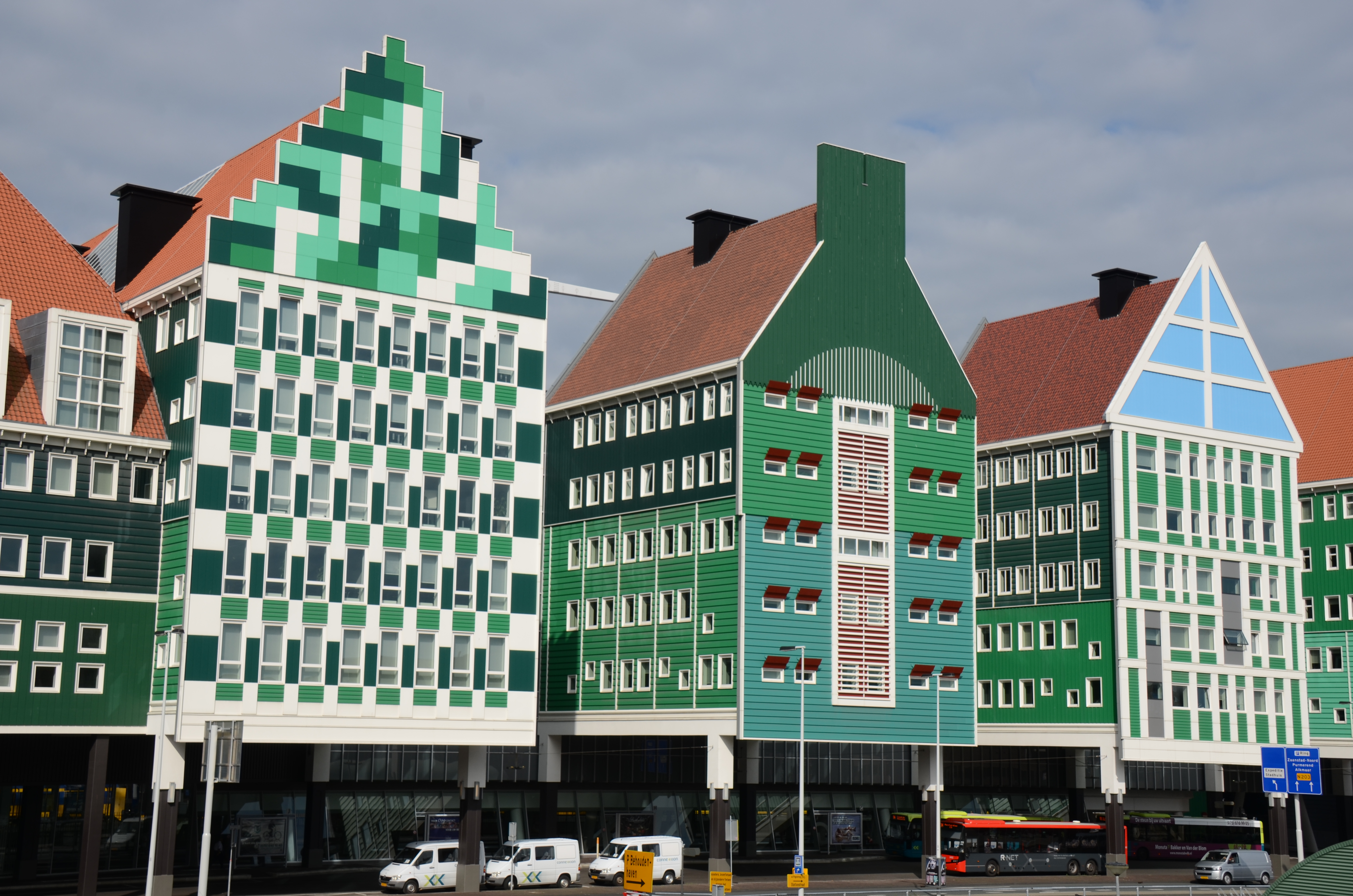
2011 - Stadhuis Zaanstad, Zaandam
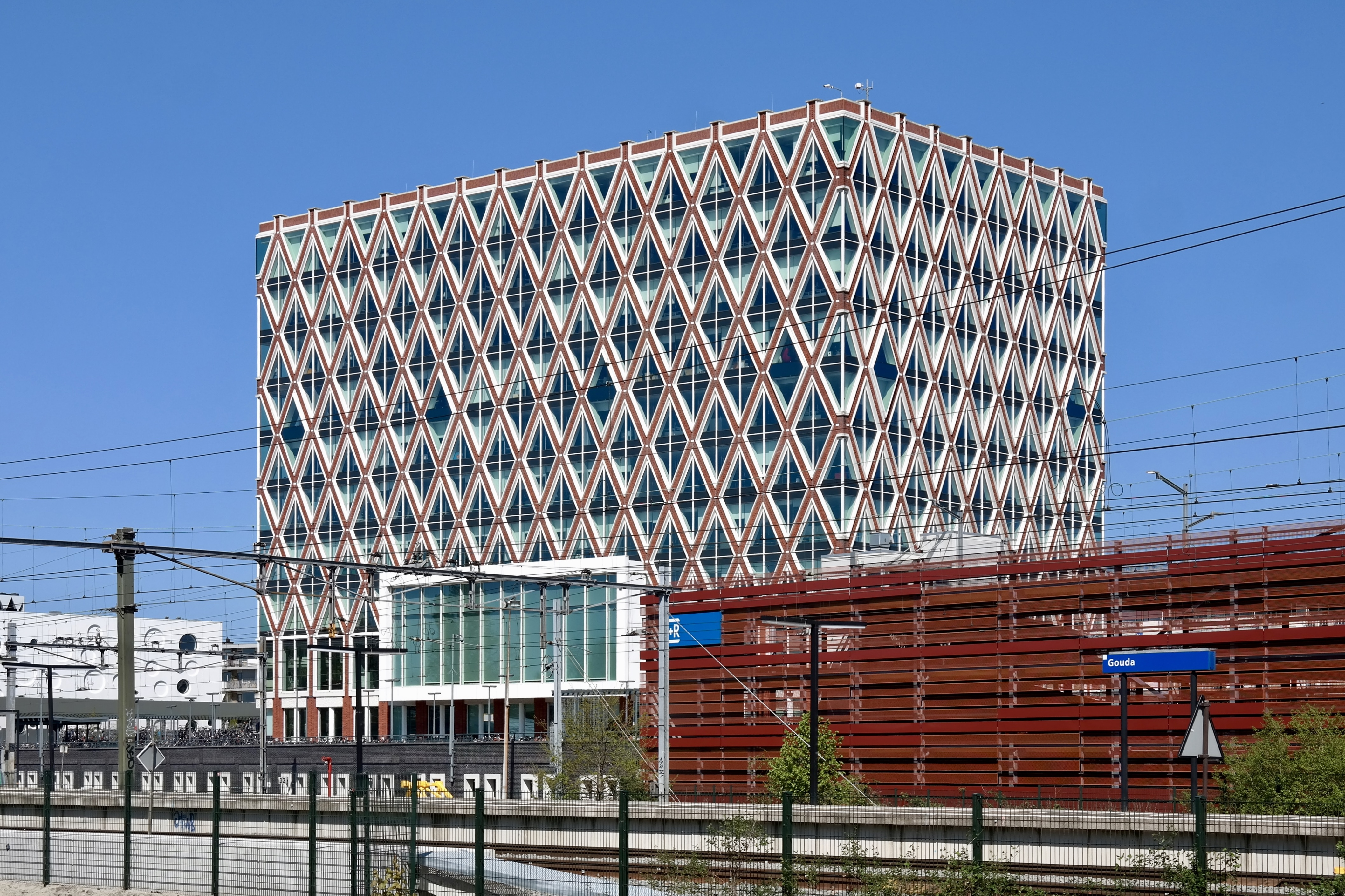
2012 - Huis van de Stad, Gouda